# إقليم أوشيكوتو
أوشيكوتو (بالإنجليزية: Oshikoto)‏ هو واحد من أربعة عشرإقليم في ناميبيا.
أوشيكوتو هي واحدة من المناطق الثلاث التي ليس لها شاطئ أو حدود خارجية. ولها حدود مشتركة مع المناطق التالية:
- إقليم أوهانغوينا - شمال
- إقليم أوكافانغو - شرق
- إقليم أوتجوزوندجوبا - جنوب شرق
- كونين - جنوب غرب
- إقليم أوشانا - غرب

وتضم هذه المنطقة إحدى عشرة دائرة انتخابية:
- Eengodi
- Guinas
- Okankolo
- Olukonda
- Omuntele
- Omuthiyagwiipundi
- Onayena
- Oniipa
- Onyaanya
- تسومب
- Nehale lyaMpingana  [لغات أخرى]‏